# 도호쿠정
도호쿠정(일본어: 東北町 도호쿠마치[*])은 일본 아오모리현 가미키타군 중앙부에 있는 정이다.
역전 마을로 현내에서는 알려져 있고 현내 전 시정촌이 참가하는 아오모리 현민 역전 경주 대회에서는 정의 부분에서 13연패를 달성하였다.

## 지리
가미키타군 중앙부에 위치하고 동부는 오가와라호와 접한다.

### 인접한 자치체
- 도와다시, 미사와시
- 가미키타군 노헤지정, 시치노헤정, 로쿠노헤정, 롯카쇼촌
- 히가시쓰가루군 히라나이정

## 역사
- 1963년 - 갓치촌(甲地村)이 정으로 승격해 도호쿠정이 되었다.
- 2005년 3월 31일 - 가미키타정과 구 도호쿠정이 합병해 새로운 도호쿠정이 탄생하였다.

## 교통

### 철도
- 아오이모리 철도 아오이모리 철도선

### 도로
- 국도 4호선
- 국도 394호선(일본어판)

## 인구
| 연도 | 인구   | ±%     |
| ---- | ------ | ------ |
| 1950 | 22,028 | —      |
| 1960 | 25,610 | +16.3% |
| 1970 | 23,588 | −7.9%  |
| 1980 | 22,587 | −4.2%  |
| 1990 | 21,553 | −4.6%  |
| 2000 | 20,591 | −4.5%  |
| 2010 | 19,105 | −7.2%  |